# Урал (организация)
Башкирский народный центр «Урал» (баш. «Урал» башҡорт халыҡ үҙәге) — общественная организация, созданная в целях возрождения, сохранения и развития культуры и языка башкир, привлечения их к активному участию в общественно-политической жизни республики. Штаб-квартира расположена в Башкортостане в городе Уфе.

## Общая характеристика
По инициативе Республиканского клуба башкирской культуры «Ак тирма», 17 декабря 1989 года был подготовлен и созван Учредительный съезд Башкирского народного центра «Урал». На первом съезде участвовало 989 делегатов из всех районов и городов республики, а также из соседних субъектов. Первым председателем организации был избран Рашит Шакур.
Устав БНЦ «Урал» 19 декабря 1991 года был зарегистрирован в Министерстве юстиции Республики Башкортостан.
Согласно уставу общественной организации, высшим органом управления является съезд (йыйын), который созывается 1 раз в 2 года.
В перерывах между съездами руководство и координация деятельностью организации осуществляется через Совет, из состава которого избирается Правление Башкирского народного центра «Урал», а также образовываются рабочие группы, временные и постоянные комиссии и др. Правление БНЦ «Урал» является постоянно действующим органом и выполняет следующие функции:
- контроль выполнения решений и постановлений съездов, пленумов и заседаний правления;
- подготовка проектов законов, указов и постановлений в законодательные и исполнительные органы власти и управления;
- организация съездов, пленумов, собраний, митингов, научно-практических конференций и других массовых мероприятий, проведение разъяснительной, пропагандистской и издательской работы;
- руководство местными организациями[2].

Организация имеет местные центры в городах и районах Башкортостана и в других субъектах Российской Федерации, которые объединяются в пять филиалов: юго-восточный, центральный, юго-западный, северо-западный и северо-восточный.
Основными направлениями работы Башкирского народного центра «Урал» является участие в избирательных кампаниях по выборам в различные ветви власти (ГД РФ, ГС-К РБ и др.), разработке, принятии и осуществлении государственных программ, решении проблем образования, воспитания и трудоустройства молодого поколения, охраны окружающей среды, здоровья населения республики и др.
Башкирский народный центр принимал участие в подготовке и проведении I—III Всемирных курултаев башкир, ведёт работу по возрождению йыйынов башкирских родов.
БНЦ «Урал» активно сотрудничает и ведёт совместную работу с общественными организациями: («Всемирный курултай (конгресс) Башкир», «Центр национальной культуры «Ак тирма» Республики Башкортостан»,  Союз башкирской молодёжи, «Союз женщин Республики Башкортостан», «Башкирский культурный центр «Ак тирмэ (Белая Юрта)» - г. Москва и т.д.) и политическими партиями. Издавал газету «Замандаш».
Трудно переоценить вклад Башкирского народного центра «Урал» в сохранение культурных традиций, возрождение национального самосознания башкирского народа, укрепление межнационального согласия и поддержку конструктивного диалога между народами республики и органами государственной власти. Современная история Башкортостана неразрывно связана с общественностью, которая силой воли, последовательно, структурно воплотила в жизнь решения съездов БНЦ «Урал». Председатель Всемирного курултая башкир Азамат Галин.

## Председатели
- Рашит Шакур (1989—1991)
- М. М. Кульшарипов (1991—1996)
- А. М. Бускунов (1996—2002)
- Кадим Аралбай (2002—2004)
- Р. Ш. Исянов (с 2004 года)